# Cataetyx messieri
Cataetyx messieri är en fiskart som först beskrevs av Günther, 1878.  Cataetyx messieri ingår i släktet Cataetyx och familjen Bythitidae. Inga underarter finns listade i Catalogue of Life.